# Leyrieu
Leyrieu és un municipi francès situat al departament de la Isèra i a la regió d'Alvèrnia-Roine-Alps. L'any 2007 tenia 706 habitants.

## Demografia

### Població
El 2007 la població de fet de Leyrieu era de 706 persones. Hi havia 254 famílies de les quals 36 eren unipersonals (20 homes vivint sols i 16 dones vivint soles), 91 parelles sense fills, 111 parelles amb fills i 16 famílies monoparentals amb fills.
La població ha evolucionat segons el següent gràfic:
Habitants censats

### Habitatges
El 2007 hi havia 277 habitatges, 255 eren l'habitatge principal de la família, 15 eren segones residències i 7 estaven desocupats. 263 eren cases i 14 eren apartaments. Dels 255 habitatges principals, 213 estaven ocupats pels seus propietaris, 36 estaven llogats i ocupats pels llogaters i 7 estaven cedits a títol gratuït; 5 tenien dues cambres, 28 en tenien tres, 68 en tenien quatre i 154 en tenien cinc o més. 219 habitatges disposaven pel capbaix d'una plaça de pàrquing. A 70 habitatges hi havia un automòbil i a 178 n'hi havia dos o més.

### Piràmide de població
La piràmide de població per edats i sexe el 2009 era:
| Homes | Edats   | Dones |
| ----- | ------- | ----- |
| 0     | 95 o +  | 0     |
| 0     | 90 a 94 | 0     |
| 0     | 85 a 89 | 0     |
| 8     | 80 a 84 | 0     |
| 0     | 75 a 79 | 4     |
| 8     | 70 a 74 | 0     |
| 20    | 65 a 69 | 16    |
| 24    | 60 a 64 | 16    |
| 4     | 55 a 59 | 20    |
| 28    | 50 a 54 | 28    |
| 44    | 45 a 49 | 20    |
| 16    | 40 a 44 | 40    |
| 28    | 35 a 39 | 16    |
| 12    | 30 a 34 | 24    |
| 8     | 25 a 29 | 12    |
| 32    | 20 a 24 | 12    |
| 20    | 15 a 19 | 48    |
| 16    | 10 a 14 | 32    |
| 36    | 5 a 9   | 20    |
| 16    | 0 a 4   | 16    |

## Economia
El 2007 la població en edat de treballar era de 468 persones, 369 eren actives i 99 eren inactives. De les 369 persones actives 352 estaven ocupades (181 homes i 171 dones) i 17 estaven aturades (7 homes i 10 dones). De les 99 persones inactives 32 estaven jubilades, 41 estaven estudiant i 26 estaven classificades com a «altres inactius».

### Ingressos
El 2009 a Leyrieu hi havia 268 unitats fiscals que integraven 739,5 persones, la mediana anual d'ingressos fiscals per persona era de 19.588 €.

### Activitats econòmiques
Dels 18 establiments que hi havia el 2007, 1 era d'una empresa de fabricació de material elèctric, 3 d'empreses de fabricació d'altres productes industrials, 5 d'empreses de construcció, 1 d'una empresa de comerç i reparació d'automòbils, 2 d'empreses de transport, 1 d'una empresa d'hostatgeria i restauració, 1 d'una empresa financera, 1 d'una empresa immobiliària i 3 d'empreses de serveis.
Dels 8 establiments de servei als particulars que hi havia el 2009, 1 era un taller de reparació d'automòbils i de material agrícola, 1 taller d'inspecció tècnica de vehicles, 1 paleta, 3 fusteries, 1 restaurant i 1 agència immobiliària.
L'any 2000 a Leyrieu hi havia 14 explotacions agrícoles que ocupaven un total de 357 hectàrees.

## Equipaments sanitaris i escolars
El 2009 hi havia una escola elemental.

## Poblacions més properes
El següent diagrama mostra les poblacions més properes.